# Californisk nøddetaks
Californisk nøddetaks (Torreya californica) er et stedsegrønt, lidt buskagtigt, lille træ. Nålene er usædvanligt lange (op til 7 cm) med en lang, stikkende spids. De dufter skarpt og krydret, når de bliver knust. Frugterne er blommeagtige i form og størrelse, og de er grønne og plettet i violet, og frugtkødet er trævlet klistret og lugter af harpiks. Der ses dog kun på gamle planter i Danmark.
Planten hører hjemme i de fugtige skove på Coast Range i Californien. Det kan være vanskeligt at skaffe den de rette, fugtige og milde forhold i Danmark, men på et beskyttet og skyggefuldt sted vil den overleve og med tiden få værdi på grund af det eksotiske udseende.